# Willi Zylajew

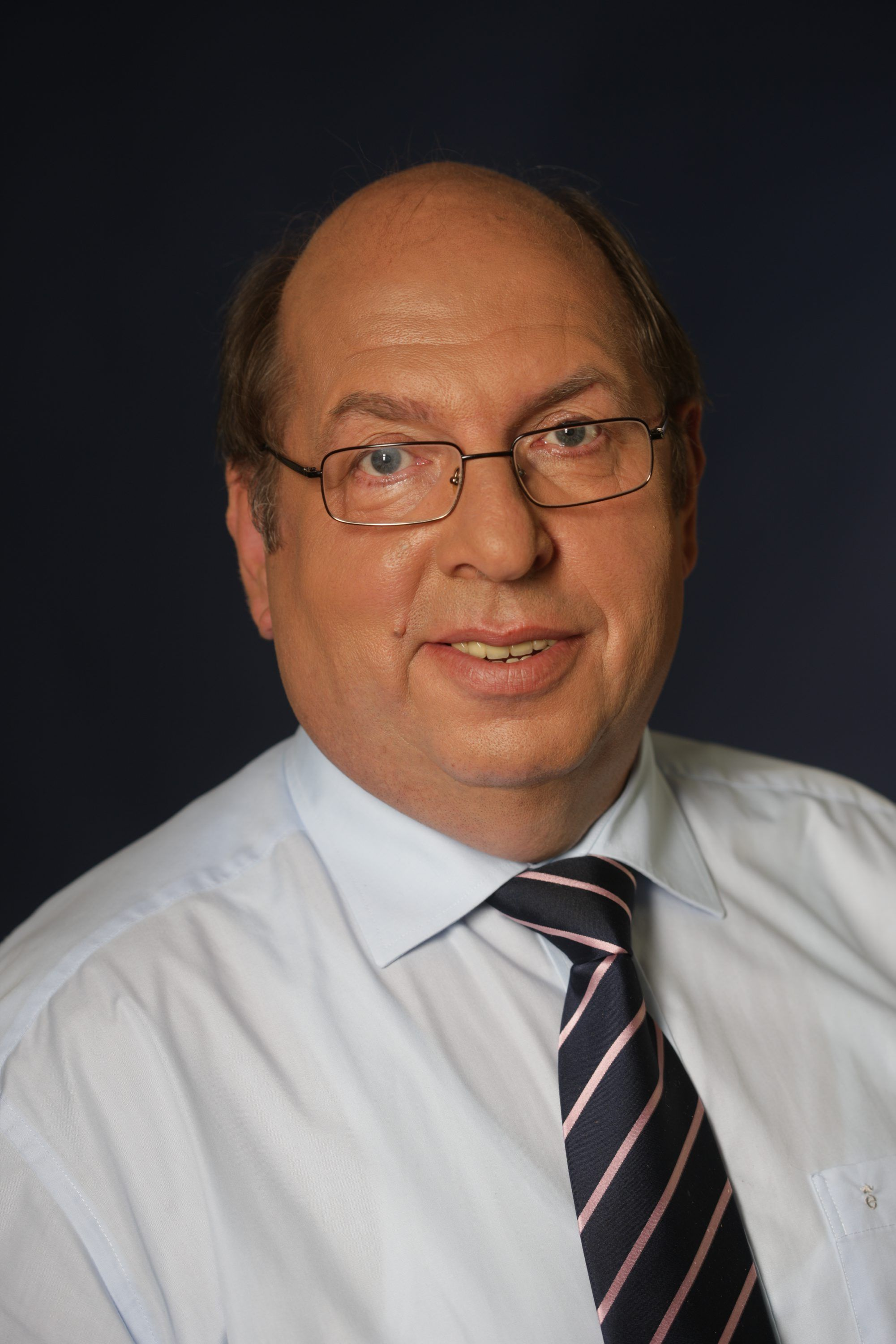
Willi Zylajew (2008)

Wilhelm Valentin Zylajew (* 9. Januar 1950 in Köln) ist ein deutscher Politiker (CDU).

## Leben und Beruf
Nach dem Abschluss der Volksschule absolvierte Zylajew von 1964 bis 1967 eine Lehre zum Mess- und Regelmechaniker und besuchte daneben von 1965 bis 1968 die Abend-Fachoberschule. Danach war er zunächst in seinem erlernten Beruf bei der Hoechst AG in Hürth-Knapsack tätig, bis er 1969 ein Studium der Sozialarbeit an der Fachhochschule Köln begann, welches er 1972 als Diplom-Sozialarbeiter (FH) beendete. Anschließend arbeitete er beim Deutschen Caritasverband im Rhein-Erft-Kreis, wo er 1974 Abteilungsleiter wurde und von 1990 bis 2002 schließlich stellvertretender Geschäftsführer war.
Willi Zylajew ist katholisch, verheiratet und hat fünf Kinder und zwölf Enkelkinder.

## Partei
Zylajew trat 1969 in die CDU ein. Er war viele Jahre der Schatzmeister des CDU-Kreisverbandes Rhein-Erft und gehört dem Landesvorstand der Christlich-Demokratischen Arbeitnehmerschaft (CDA) in Nordrhein-Westfalen an. Außerdem ist er seit 2005 als Bundesschatzmeister Mitglied im Bundesvorstand der CDA. Zylajew ist Delegierter für seinen Kreisverband auf Parteitagen der CDU.

## Abgeordneter
Zylajew gehörte von 1975 bis 2003 dem Rat der Stadt Hürth an. Von 1979 bis 1984, 1989 bis 1995 sowie erneut seit 1999 war bzw. ist er auch Abgeordneter im Kreistag des Rhein-Erft-Kreises. Seit 1999 ist er dort auch Vorsitzender der CDU-Kreistagsfraktion.
Von 1995 bis 2002 gehörte Zylajew dem Landtag von Nordrhein-Westfalen an, wo er Sprecher der CDU-Landtagsfraktion für Migrationspolitik war.
Von 2002 bis 2013 war er Mitglied des Deutschen Bundestages und hier stellvertretender Vorsitzender der Gruppe der Arbeitnehmer sowie Mitglied der Arbeitsgemeinschaft Kommunalpolitik der CDU/CSU-Bundestagsfraktion. Er war außerdem ordentliches Mitglied im Ausschuss für Gesundheit sowie pflegepolitischer Berichterstatter der CDU/CSU-Bundestagsfraktion.
Bei der Bundestagswahl 2009 gewann Zylajew, der zuvor zwei Mal über die Landesliste in den Bundestag eingezogen war, mit 39,4 % der Erststimmen das Direktmandat im Wahlkreis Erftkreis I. Zylajew trat bei der Bundestagswahl 2013 nicht wieder an.

## Mitgliedschaften
Zylajew war Mitglied der Europa-Union Parlamentariergruppe Deutscher Bundestag. Er wurde am 1. Mai 1964 Mitglied der IG Papier, Chemie, Keramik und ist heute in der IGBCE.